# 沟盘藻科
沟盘藻科（学名：Aulacodiscaceae）为海葵目的一个科。此科的模式属为沟盘藻属(Aulacodiscus)。

## 下级分类
本科包括以下属：
- 沟盘藻属 Aulacodiscus C.G.Ehrenberg, 1844
- Tripodiscus C.G.Ehrenberg, 1840